# Єлань (Нижньотавдинський район)
Єлань — село в Нижнетавдинському районі Тюменської області, входить до Антипінського сільського поселення. У селі знаходиться зруйнована кам'яна Микільська церква 1842 будівлі.
Було центром Єланської волості Тюменського повіту Тобольської губернії. З 1923 до 1954 - центр Єланської сільради[джерело?].
Є однойменна автобусна зупинка.

## Розташування
Село розташоване на березі старої річки Тавда. Найближчі населені пункти — на заході 6 км село Антипіно, на сході 3 км село Турнаєва. На південному сході села раніше примикало село Брагіна, а на південному заході село Карачина.
Знаходиться на трасі 71Н-1215.

## Історія

### Центр Єланської волості
У 1842 році було розпочато будівництво кам'яної Микільської церкви. У ній було два бокові вівтарі: Микільський і Богоявленський. На 1913 рік у найближчих населених пунктах приходу були каплиці: в селі Антипін — Покровська, в селі Турнаєвої — Микільська, в Карачино — Спасонерукотворна, в Осинівці — Успенська і в Трошковій — Преображенська. Найближча церква в селі Плеханове за 25 верст.
У 1903 - 1904 роках в Єланській волості вважалося 13 сіл. Вони мешкало 878 людина, було 796 дворів[джерело?].
Єланська волость Тюменського повіту межувала з Антропівською на заході, з Тавдинською на південному заході, з Калимською на південному сході. На півночі із волостями Тобольського повіту.
На 1907 в районі села Верхнесидорово існувала річкова переправа до частини волості, що знаходиться на іншому березі Тавди.
У 1916 році в Єланську волость входили такі населені пункти: село Антипіна, село Трошкова, село Брагіна, село Елань, село Мала Карачина, село Турнаєва, село Вершина, село Троїцьке, село Осинівка, село Олександрівка, село Бучинка, село Сидорова, село Нижня Сидорова, село Чорноярка, село Плеханове, село Смирнова, село Тараканова, село Горбунова. Також населені пункти, які потім увійшли до Васюківської сільради (36 господарств, 437 жителів): селище Антонідовське, селище Антуф'єве, селище Васюкове, Васюківський хутір, селище Голяковське, селище Долговський, селище Жиряковське, Колодяжне селище, Сентяшівський селище Шинківський.

### Радянський період
В 1923 відбувається розформування Єланської волості. Частина території відходить до Нижнетавдинського району, утворено сільради: Антипінську, Васюковську, Єланську та Троїцьку  . Частина території на правому березі річки Тавди відходить до Євлівського району (з 1926 року Ярківський район ), утворені сільради: Чорноярська  (з 1925 року Верхнесидоровський), Плеханівський район[джерело?].
12 листопада 1923 формування Нижнетавдінського району, в який входить в т. ч. частина колишньої Єланської волості. Створення Єланського сільради[джерело?].
На 1926 рік до сільради входили: село Брагіна (40 господарств, 192 особи, національність — росіяни, зиряни), село Елань (121 господарство, 638 осіб, національність — росіяни, зиряни), село Мала Карачина (69 господарств, 377 осіб, національність - росіяни, чуваші), село Машкіна Дуброва 1920 (Більник) (14 господарств, 92 людини, національність - росіяни), село Турнаєва (87 господарств, 481 людина, національність - росіяни, зиряне). У селі була пристань.
17 червня 1954 року Єланську сільраду скасовано. Поселення, що залишилися, увійшли до Антипінської сільради[джерело?].

## Населення
| Чисельність населення | Чисельність населення |
| --------------------- | --------------------- |
| 2010                  | 2022                  |
| 99                    | 98                    |